# Пеньківці
Пе́ньківці — село в Україні, у Скориківській сільській громаді Тернопільського району Тернопільської області. 
Від вересня 2015 року ввійшло у склад Скориківської сільської громади. Розташоване на сході району.
Населення — 109 осіб (2007).

## Історія
Поблизу Пеньківців виявлено поховання перших століть після Р. Х.
Перша писемна згадка — 1491.
Діяли «Просвіта» та інші товариства, кооператив, який тимчасово видавав тижневик «Світова зірниця».
12 червня 2020 року, відповідно до розпорядження Кабінету Міністрів України  № 724-р «Про визначення адміністративних центрів та затвердження територій територіальних громад Тернопільської області», село увійшло до складу Скориківської селищної громади.
19 липня 2020 року в результаті адміністративно-територіальної реформи та ліквідації Підволочиського району, село увійшло до складу новоствореного Тернопільського району.

## Пам'ятки
Є церква Успіння Пресвятої Богородиці (1902, мурована).
Зберігся хрест на пам'ять про боротьбу за тверезий спосіб життя.

## Відомі особистості
В селі народився Плацид Здислав Дзівінський — математик, почесний професор, ректор Львівської політехніки (1893—1894).

## Соціальна сфера
Працюють клуб, фельдшерсько-акушерський пункт.

## Галерея

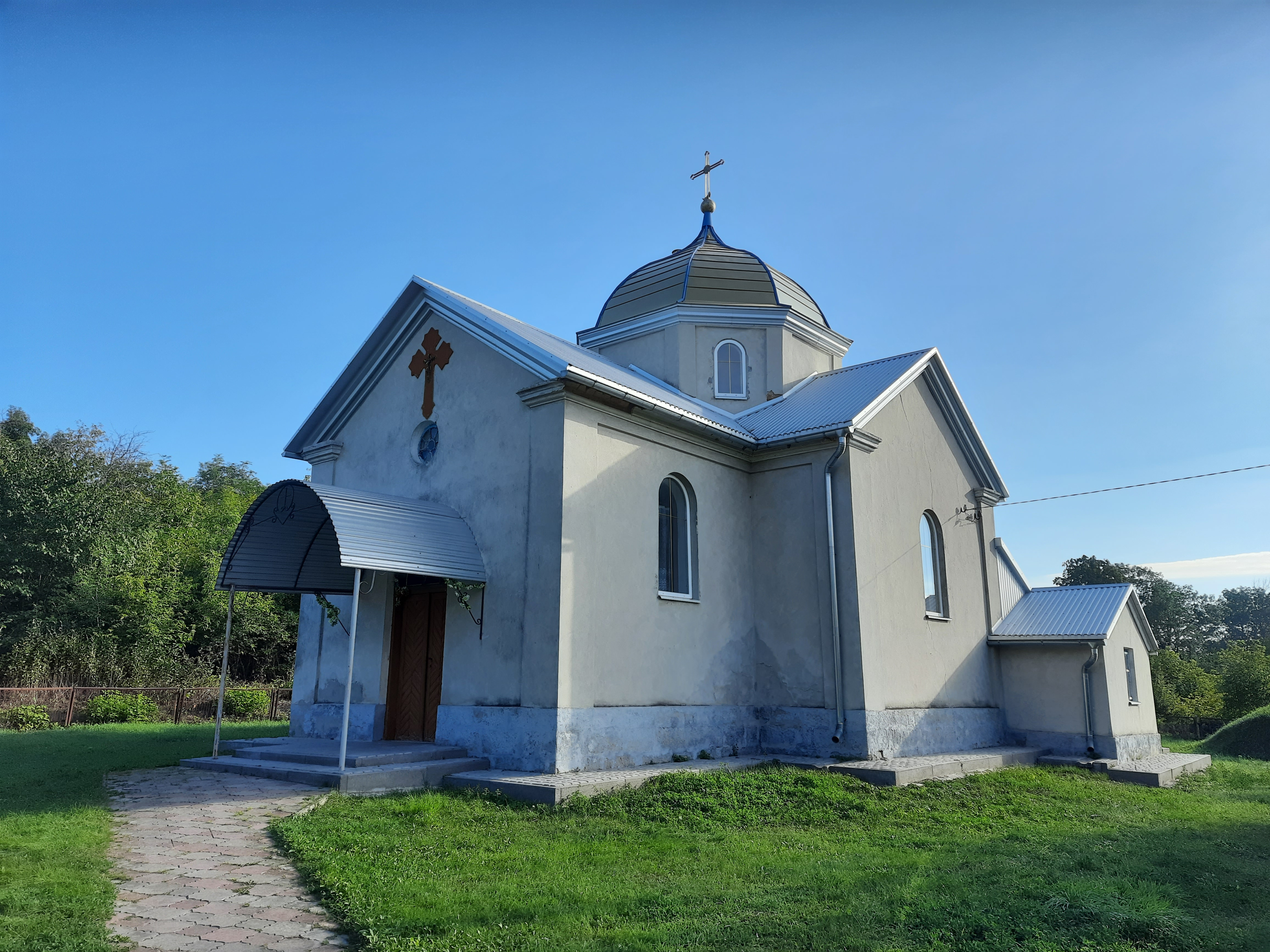
Церква Успіння Пресвятої Богородиці (1902р.)
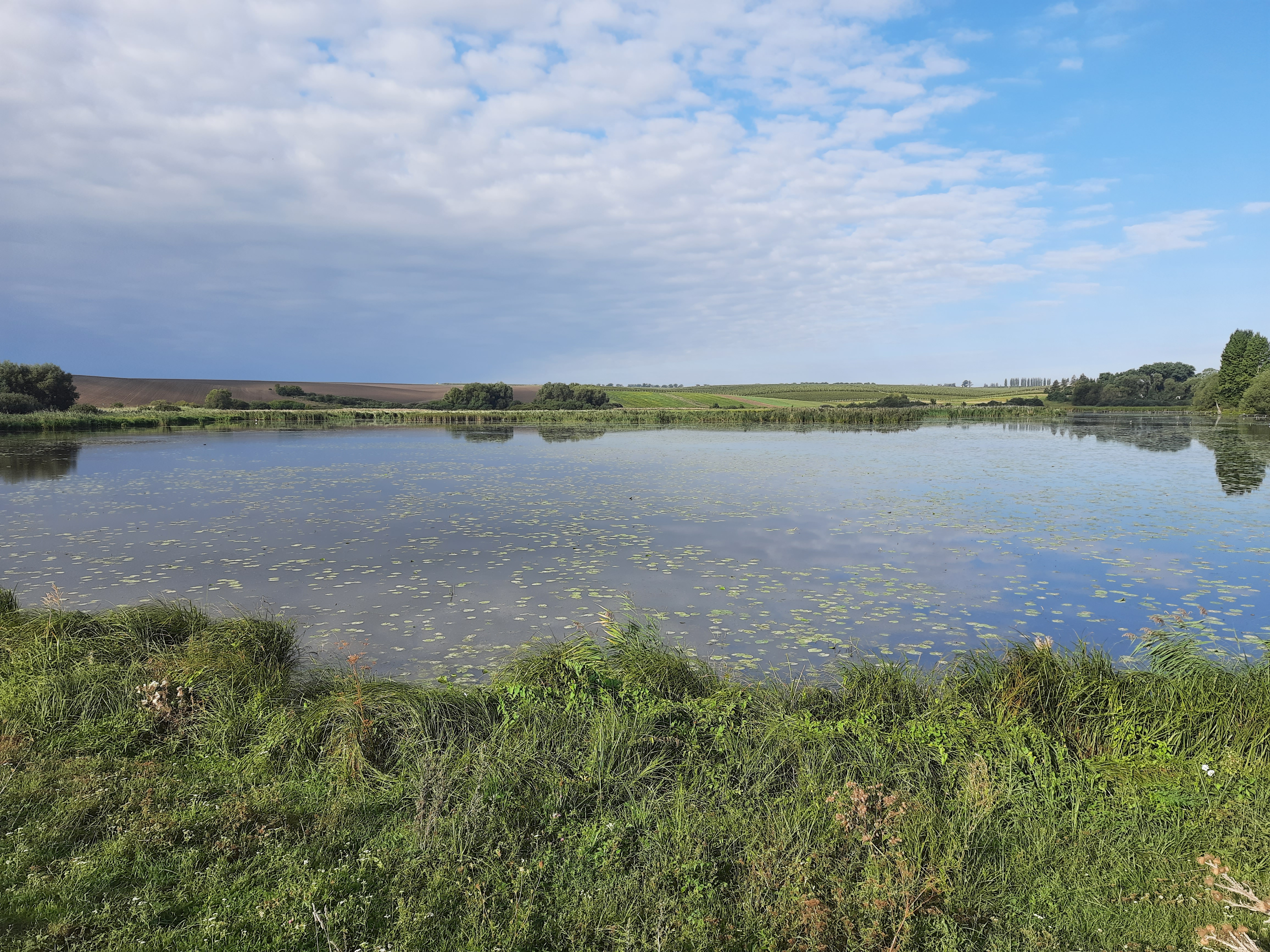
Став біля Пеньківців